# باشگاه ورزشی ایگلز
باشگاه ورزشی ایگلز یک تیم فوتبال آمریکایی مستقر در شیکاگو، ایلینوی، ایالات متحده است. رنگ باشگاه قرمز و سفید است.

## افتخارات
- جام یو اس اوپن: ۱ قهرمانی